# Aanrijdbeveiliging

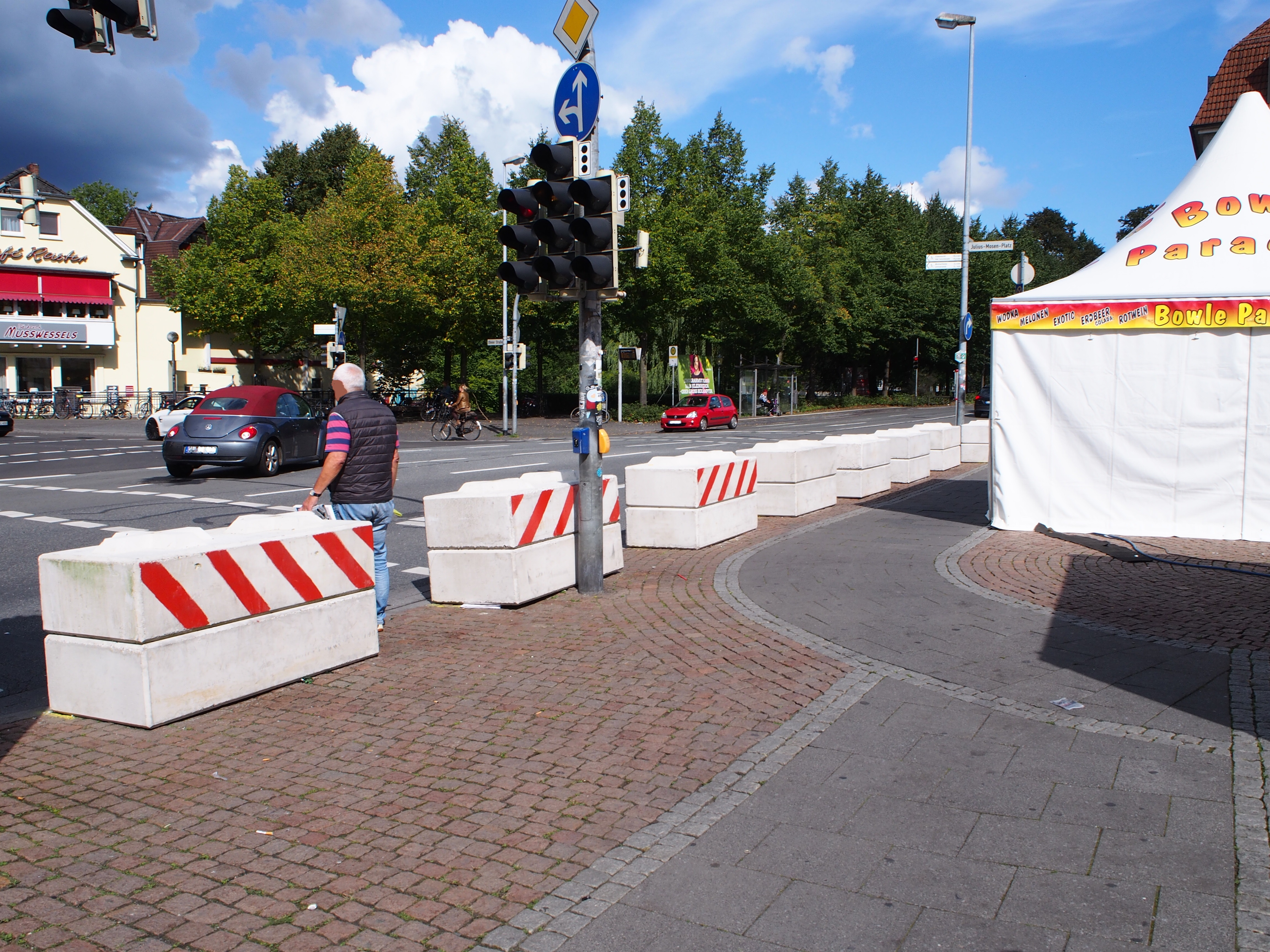
Betonblokken beschermen tegen aanrijdingen.

Aanrijdbeveiliging is een vorm van beveiliging of bescherming van mensen en materialen tegen aanrijdingen door voertuigen (vrachtauto's, personenauto's en heftrucks) of ander rollend materieel. Deze wordt vaak conform het Bouwbesluit of specifieke vergunningsvoorschriften ingezet in en rond gebouwen, (petrochemische) installaties, parkeergarages, parkeerterreinen, ziekenhuizen en magazijnen.
Ook bij evenementen wordt, gezien het recente gevaar van terroristische aanslagen, aanrijdbeveiliging ingezet om het publiek te beschermen.
Het materiaal hiervan is afhankelijk van de toepassing en het doel. Staal, kunststof of beton zijn de meest gebruikte materialen.
Toepassingen zijn onder meer:
- kolombescherming
- stellingbescherming
- beschermpalen of bollards
- hekken c.q. afrastering (voetgangershekken)
- roadblocks of varkensruggen (om te voorkomen dat ongewenst autoverkeer in het voetgangersgebied kan komen)
- stootrand/buissysteem, net boven de vloer, bescherming tegen bedden, rolstoelen, scootmobielen en karretjes